# Yongshan (köpinghuvudort i Kina, Jiangxi Sheng, lat 29,15, long 117,31)
Yongshan är en köpinghuvudort i Kina. Den ligger i provinsen Jiangxi, i den sydöstra delen av landet, omkring 150 kilometer öster om provinshuvudstaden Nanchang. Antalet invånare är 37 338. Befolkningen består av 17 548 kvinnor och 19 790 män. Barn under 15 år utgör 24,0 %, vuxna 15-64 år 68 %, och äldre över 65 år 6,0 %.
Runt Yongshan är det tätbefolkat, med 383 invånare per kvadratkilometer. Närmaste större samhälle är Jingdezhen, 19,1 km nordväst om Yongshan. I omgivningarna runt Yongshan växer i huvudsak blandskog.
Genomsnittlig årsnederbörd är 2 597 millimeter. Den regnigaste månaden är juni, med i genomsnitt 468 mm nederbörd, och den torraste är oktober, med 52 mm nederbörd.